# Admiral of the Navy
Ammiraglio della marina, in lingua inglese Admiral of the Navy, è stato un grado presente nell'United States Navy conferito una sola volta nella storia, a George Dewey. In riconoscimento della sua vittoria nella baia di Manila nel 1898, in cui morì un solo marinaio statunitense (di attacco cardiaco), il Congresso degli Stati Uniti d'America autorizzò un solo ufficiale a detenere il grado di ammiraglio, e promosse Dewey nel marzo del 1899. Con una legge del Congresso datata 24 marzo 1903 il grado di Dewey venne istituito come ammiraglio della marina, con effetto retroattivo al 2 marzo 1899. Il testo della legge recita:
Venne inoltre specificato che questo grado era superiore a quello di ammiraglio a quattro stelle e pari ad ammiraglio della flotta della Royal Navy. Il grado cessò di esistere il 16 gennaio 1917 con la morte di Dewey.

## Istituzione del grado
Il grado venne istituito dal Congresso  il 2 marzo 1899 e il 3 marzo, il Presidente McKinley ha trasmesso al Senato la sua nomina di Dewey al nuovo grado, che è stato approvato lo stesso giorno; tuttavia la nomina di McKinley aveva usato il termine "Admiral in the Navy", mentre l'atto che istituiva il nuovo grado aveva usato "Admiral of the Navy". Tale discrepanza fu risolta quando il nuovo Presidente Theodore Roosevelt con la nomina di Dewey ad "Admiral of the Navy", nomina approvata dal Senato il 14 marzo 1903 e Dewey venne ufficialmente promosso al grado di  "Admiral in the Navy" il 24 marzo 1903 retroattivo al 2 marzo 1899. Il Navy Register del 1904 elencò Dewey per la prima volta come "Admiral of the Navy" invece di "Admiral".
L'atto del Congresso stabiliva anche che alla morte di Dewey, il grado avrebbe cessato di esistere. Dewey morì il 16 gennaio 1917, ponendo fine all'uso del grado da parte della US Navy.

## Seconda guerra mondiale
Nel corso della seconda guerra mondiale, con l'istituzione, nel 1944, del grado di ammiraglio della flotta, avendo specificato il Dipartimento della Marina che "il grado di ammiraglio di flotta della Marina degli Stati Uniti sarebbe stato considerato il grado più alto della Marina degli Stati Uniti", l'ammiraglio della flotta fu visto come un grado a sei stelle. Mentre il Congresso stava cercando di istituiree il grado di ammiraglio della flotta nel 1944, la US Navy voleva ristabilire il grado di ammiraglio della marina come equivalente al generale degli eserciti,  ma questo non poteva essere fatto legalmente senza un atto del Congresso. Il capo del personale navale della US Navy, il viceammiraglio Randall Jacobs, testimoniò davanti alla commissione per gli affari navali della Camera dei rappresentanti, raccomandando che il grado di ammiraglio della marina fosse reso equivalente al generale degli eserciti, ma un precedente il disegno di legge presentato per il suo ripristino il 25 febbraio 1944 non era stato convertito in legge. Il Congresso ha istituito il 14 dicembre 1944 il grado di ammiraglio della flotta, senza ristabilire il grado di ammiraglio della Marina e quando vennero nominati quattro ammiragli della flotta a cinque stelle il Dipartimento della Marina precisò che la nuova versione del grado di ammiraglio istituita era inferiore al grado di ammiraglio della marina, ma essendo Dewey morto da quasi trent'anni, nessun confronto tra il suo grado e quello di ammiraglio della flotta venne fatto fino al 1945. Durante i preparativi per l'invasione del Giappone il Dipartimento della Marina sollevò la proposta di nominare Chester Nimitz ammiraglio della marina, o di concedergli un grado equivalente. se l'esercito avesse preso la decisione di promuovere Douglas MacArthur al grado di generale degli eserciti.
La proposta venne però abbandonata in seguito alla resa del Giappone.
Il grado di Ammiraglio della Marina in quanto tale, ha continuato a cessare di esistere. Nel 1955, la US Navy concluse che il grado era onorario. Mentre molti erano convinti che fosse equivalente al generale degli eserciti, la US Navy modificò i suoi regolamenti per stabilire il grado di ammiraglio della flotta come il suo grado più alto raggiungibile.